# آب‌انبار محمد صالح بیگ
آب‌انبار محمد صالح بیگ مربوط به دوره پهلوی است و در کاشان، خیابان فاضل نراقی، محله گر یچه واقع شده و این اثر در تاریخ ۵ آذر ۱۳۸۰ با شمارهٔ ثبت ۴۲۵۵ به‌عنوان یکی از آثار ملی ایران به ثبت رسیده است.